# Квир-танго

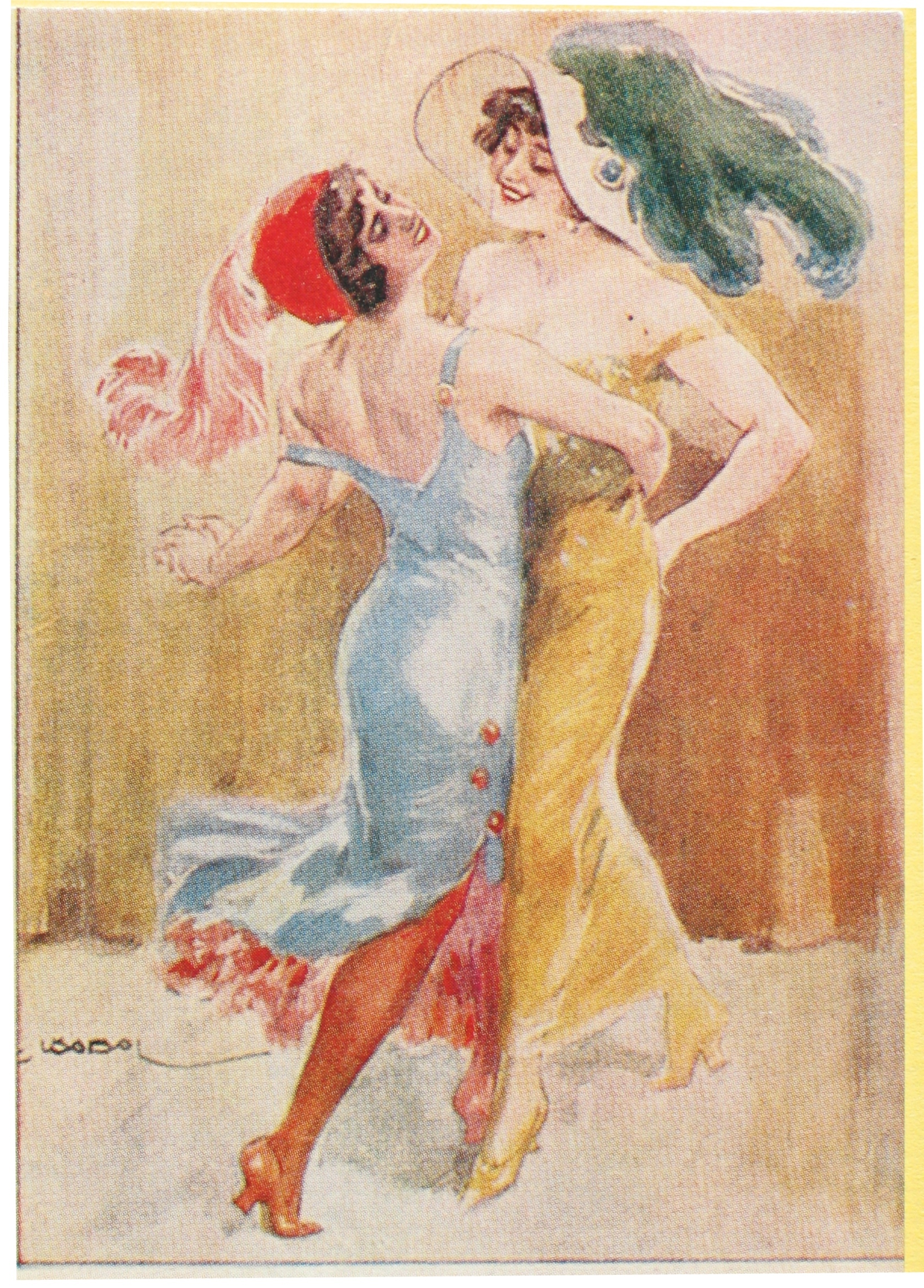
Почтовая карточка частного издательства времён НЭПа, СССР. 1920-е годы

Квир-танго — новое направление в аргентинском танго, свободное от традиционных гетеронормативных представлений. Данное направление исключает возможность распределения ролей «ведущего» и «следующего» по половому признаку. Во время танца данные роли могут неоднократно меняться в зависимости от желания партнёров.

## История квир-танго

Танец между двумя мужчинами на гей-параде в Буэнос-Айресе — 2008 год

Ранняя история самого танго является довольно неясной. Изначально зародившись в конце XIX века в бедных окраинах Буэнос-Айреса — «орильи», оно не имело строгих правил, его ритмика и форма были ещё очень расплывчатыми. Состав оркестра также не был определён и сформировался лишь в начале XX века.
Изначально танго начали танцевать в припортовых тавернах и притонах. Танго представляло собой соединение нескольких танцевальных форм: испанской хабанеры, андалузского фанданго и креольской милонги. Тем не менее, в самом начале это был сугубо мужской танец, когда мужчины обучались движениям танго у сутенёра, танцуя поодиночке, или друг с другом, ожидая тем самым своей очереди на «интимное свидание». Танго было распространено как музыка маленьких кафе, которые держали, как правило, женщины, и пивных баров, куда доступ был открыт только мужчинам. Позже к танго стали приобщаться женщины в «публичных домах», танцуя с клиентами, среди которых всё чаще появлялись горожане.
В начале XX века, с активизацией интеграции бедных слоёв населения в общественную жизнь, танго приобретает более строгую форму, превращаясь в эстетическое явление. В 1911 году ноты и тексты танго попадают в Париж, где производят настоящий фурор, становясь также танцем аристократических салонов Англии, Испании, России. Европейское признание придаёт ему печать пристойности и благородства. Тем самым танго как сугубо мужское явление перестаёт существовать само собой.
В современном понимании квир-танго зародилось в середине 1980-х годов в Гамбурге. В 2001 году там же был проведён первый международный фестиваль квир-танго. Учредители дали название фестивалю — «Queer tango» принимая во внимание сам смысл термина «queer» — обозначения всего отличного от гетеронормативной модели поведения. С течением времени направление приобрело популярность в международном масштабе, школы танго появились в Берлине, Стокгольме, Нью-Йорке, Сан-Франциско, Лондоне, в Санкт-Петербурге, а с 2011 года и в Москве.

## Квир-танго в России

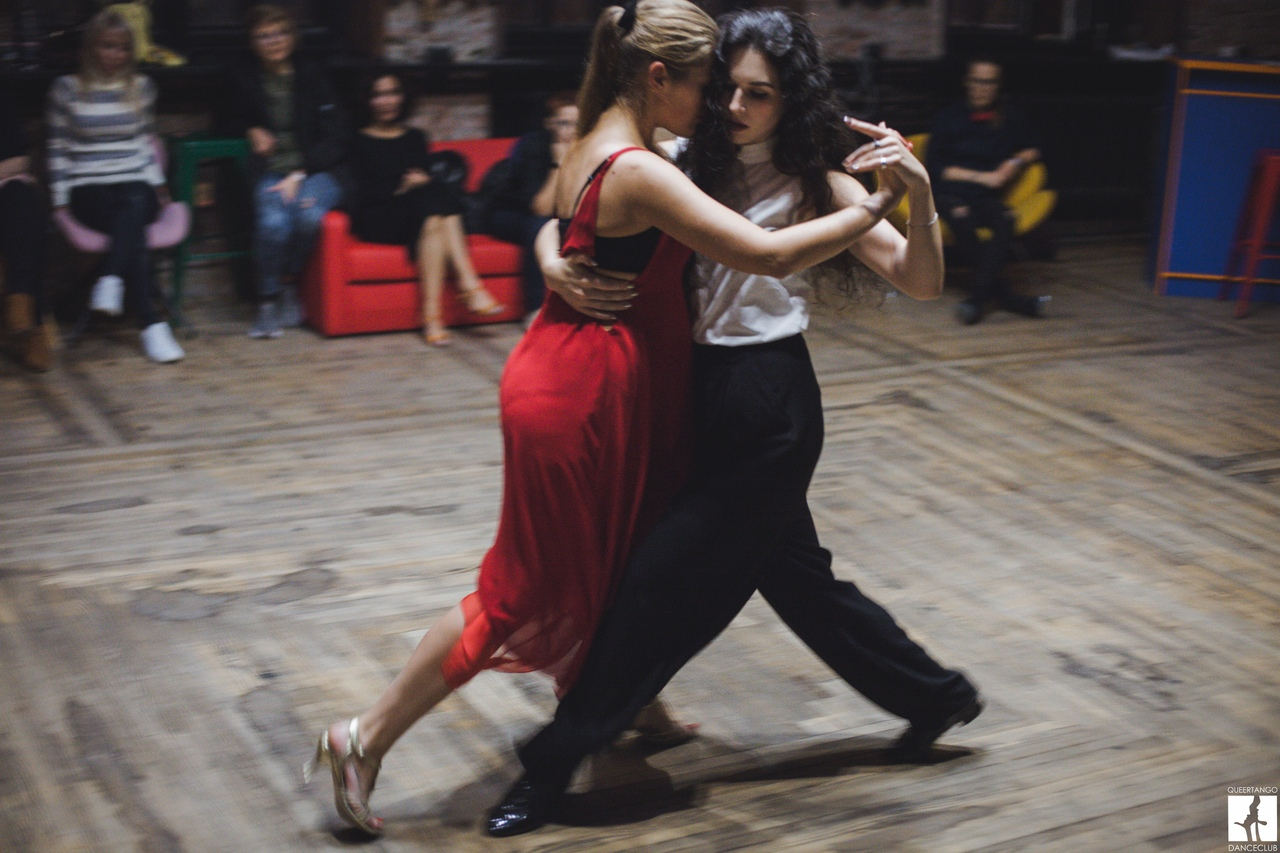
Марина Вентаррон и Анна Моризо - маэстро квир-танго из Санкт-Петербурга, основатели QUEER DANCE CLUB в СПб, Москве и Калининграде, 6.10.2018

Квир-танго сообщество в России активно растёт и развивается с 2010 года, когда в Петербурге открылась первая школа квир-танго. В 2012 году квир-танго школа открылась и в Москве.
В 2014 году был проведён первый квир-танго фестиваль в Москве. С 2015 года в Петербурге проводятся регулярные международные квир-танго фестивали при участии международных квир-танго маэстро и танцоров квир-танго.
На 2016 год в Петербурге существует две школы квир-танго, в Москве одна школа. В обоих городах проводятся регулярные уроки, милонги, практики и прочие мероприятия.
Действующие школы квир-танго есть в Москве, Санкт-Петербурге Архивная копия от 6 августа 2019 на Wayback Machine, Калининграде и Краснодаре.